# Michael Jacklin

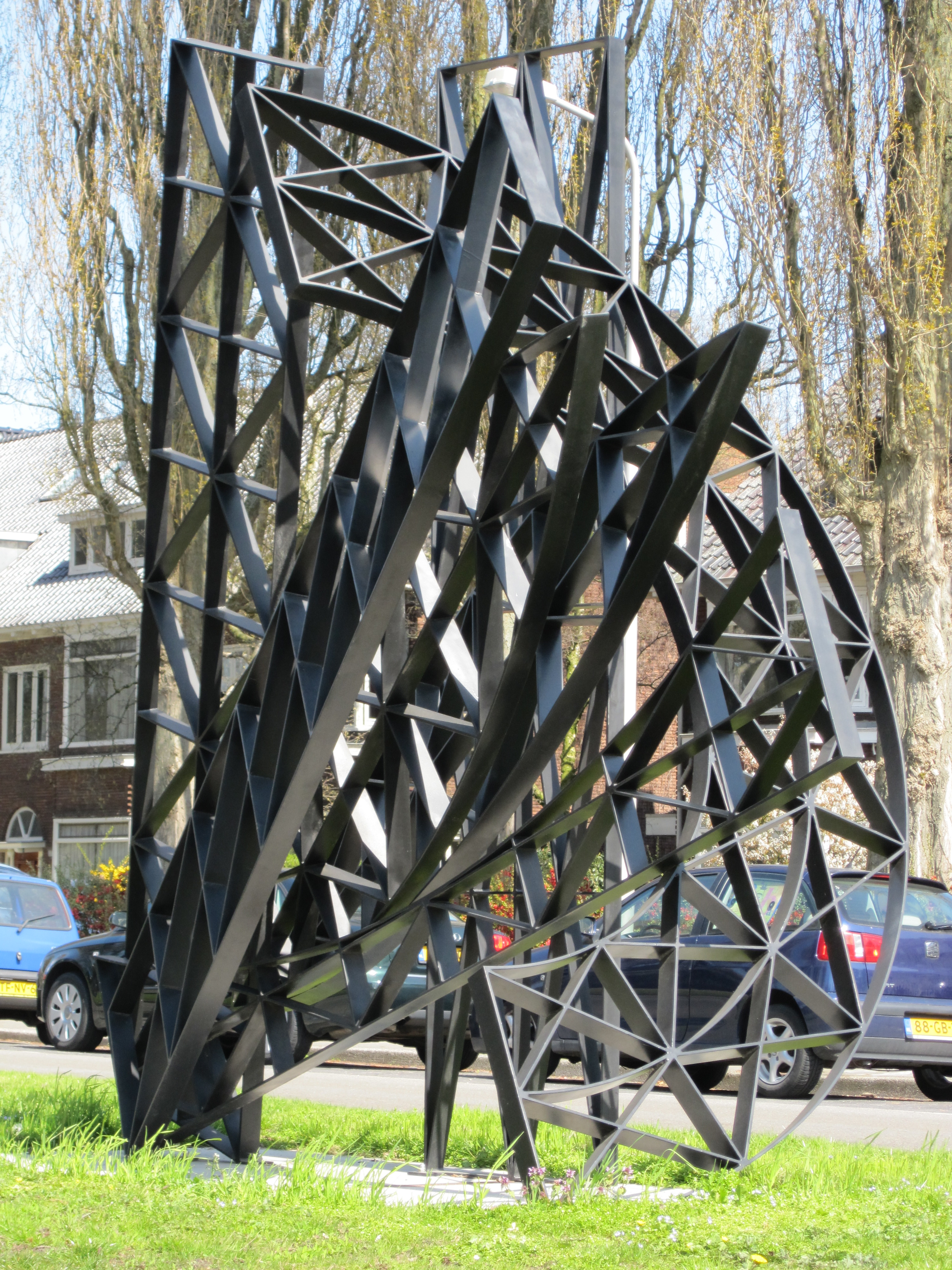
kunstwerk, gemaakt in opdracht van gemeente Amstelveen

Michael Jacklin  is een Nederlandse, beeldhouwer.

## Leven en werk
Jacklin maakt voornamelijk vrij werk. Sinds 1984 maakte hij beelden van industrieel gefabriceerd ijzer. De zachte, ronde vormen gaf hij lyrische titels als hidden among the clouds. In de jaren negentig verstrakte zijn stijl en ging hij over op abstracte constructies, meestal van staal. Aanvankelijk liet hij zich leiden door het minimalisme van beeldhouwers waar hij verwantschap mee voelt, zoals Donald Judd en Sol LeWitt. Hij creëerde doosvormige sculptures met geïnspireerd door architectuur en bruggenbouw. De beelden die hij later maakt zijn, vanwege de open rasterpatronen, meer transparant.

## Werken (selectie)
- Den Haag: Zonder titel (1993) onderdeel van de beeldenroute Beeldengalerij P. Struycken
- Rotterdam: Zonder titel (1997)
- Aalsmeer: I for I (2001)

## Onderscheidingen
- 1990 - Charlotte van Pallandtprijs voor de meest veelbelovende beeldhouwer.